# Truppenübungsplatz Gruppe
Der Truppenübungsplatz Gruppe befand sich in der Nähe des Ortes Gruppe (pl. Grupa) etwa 20 km nordöstlich von der Stadt Schwetz (pl: Świecie) in Westpreußen im heutigen Polen. Heute heißt der Truppenübungsplatz Poligon Grupa und wird von der polnischen Armee genutzt.

## Geschichte
Der Truppenübungsplatz Gruppe wurde am 30. Januar 1900 aus Flächen der Gemeinden Flötenau (teilweise), dem Gutsbezirk Groß Sibsau (teilweise), dem Gutsbezirk Ober Gruppe, dem Gutsbezirk Ober Sartowitz und dem Gutsbezirk Rohlau (teilweise) gebildet. Nach dem Ersten Weltkrieg fiel das Areal, das im Gebiet des sogenannten polnischen Korridors lag, an Polen und wurde von der polnischen Armee genutzt. Beim deutschen Überfall auf Polen kam es zur Schlacht in der Tucheler Heide, mit schweren Kämpfen zwischen deutschen und polnischen Einheiten im Bereich des Truppenübungsplatzes. Von 1939 bis 1945 nutzte die deutsche Wehrmacht den Truppenübungsplatz Gruppe und stationierte dort folgende Einheiten und Dienststellen:
- Landesschützen-Bataillon 397
- Landesschützen-Bataillon 470
- Kraftfahr-Ersatz-Abteilung 6
- Kraftfahr-Ersatz-Abteilung 26

1945 wurde das Gelände von der Roten Armee erobert. Ab 1945 nutzte die polnische Armee den Truppenübungsplatz unter dem Namen Poligon Grupa.